# Reichsparteitagsgelände
Le Reichsparteitagsgelände (littéralement en allemand : « terrain du congrès du parti du Reich ») est un gigantesque complexe architectural, situé au sud-est de la ville de Nuremberg, qui a accueilli, de 1933 à 1938, les congrès annuels du NSDAP (Parti national-socialiste des travailleurs allemands).
Cet ensemble est la première grande réalisation d'Albert Speer, l'architecte d'Adolf Hitler.
Sa conception reste l'un des symboles de l'architecture à l'époque nationale-socialiste et fut l'un des principaux instruments au service de la propagande du régime, notamment dans le cadre du film de Leni Riefenstahl, le Triomphe de la volonté.
Il accueille aujourd'hui un mémorial et le Norisring, circuit de compétitions automobiles.

## Principaux sites du Reichsparteitagsgelände
Le Reichsparteitagsgelände comporte un ensemble d'infrastructures édifiés sur un terrain de 11 km2 :
- la Luitpoldarena (l'arène Léopold) ;
- la Luitpoldhalle (la halle Léopold) ;
- la Kongresshalle (le Palais des Congrès) ;
- la Große Straße (la Grande Rue) ;
- le Zeppelinfeld (le champ Zeppelin) ;
- le Märzfeld (le Champ de Mars) ;
- le Deutsches Stadion (le Stade allemand) ;
- le Stadion der Hitlerjugend (le « stade des jeunesses hitlériennes »), rebaptisé Frankenstadion, puis EasyCredit-Stadion, désormais stade de Nuremberg.

## Contexte et finalité du Reichsparteitagsgelände
Afin d'organiser les rassemblements nationaux-socialistes, qu'Adolf Hitler voyait comme éléments intégrants de l'idéologie du parti, il convenait de créer des structures capables de recevoir un nombre très important de soldats et de partisans du régime. Le choix de la ville de Nuremberg s'impose rapidement, en raison de son riche passé médiéval et de l'attachement du compositeur préféré du Führer : Richard Wagner. Le site, équipé d’hôtels et de restaurants, était utilisé depuis XIXe siècle comme zone de loisirs pour la population de la ville.
Les rassemblements, ou « congrès du parti du Reich » (Reichsparteitage), qui durent une semaine, rappellent implicitement les anciennes diètes impériales (Reichstage). Chaque jour, une organisation du parti national-socialiste est mise à l'honneur, comme les SA, les SS ou les Jeunesses hitlériennes. Entre 500 000 et un million de personnes sont à chaque fois attendues. Censés souder la nation allemande, les congrès en montrent aussi la puissance.
La surface des installations mesure en tout 11 km2, soit une surface quatre fois plus grande que la ville de Nuremberg. Elle se compose d'anciennes constructions réaménagées et de nouveaux édifices.

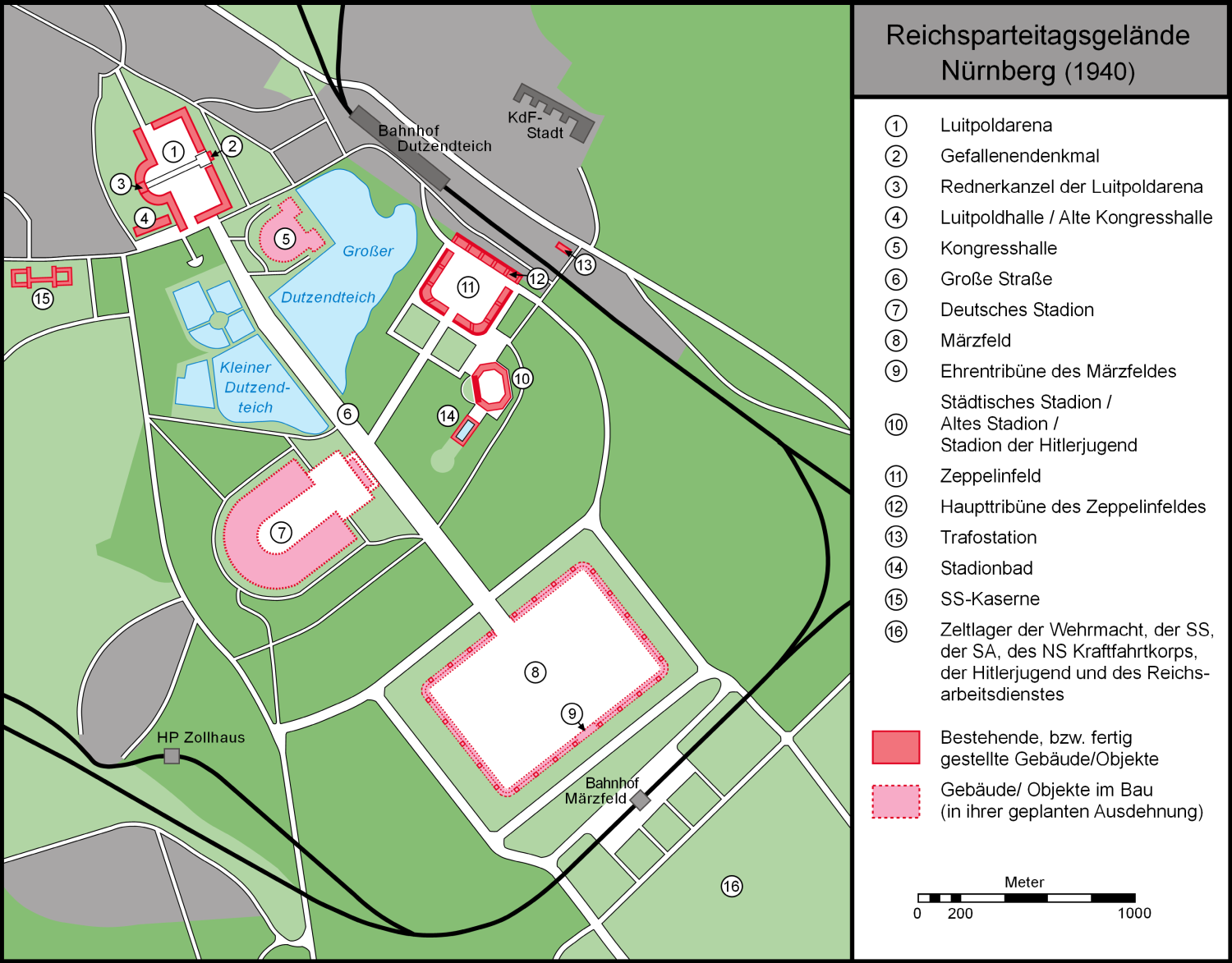
Plan du Reichsparteitagsgelände en 1940.
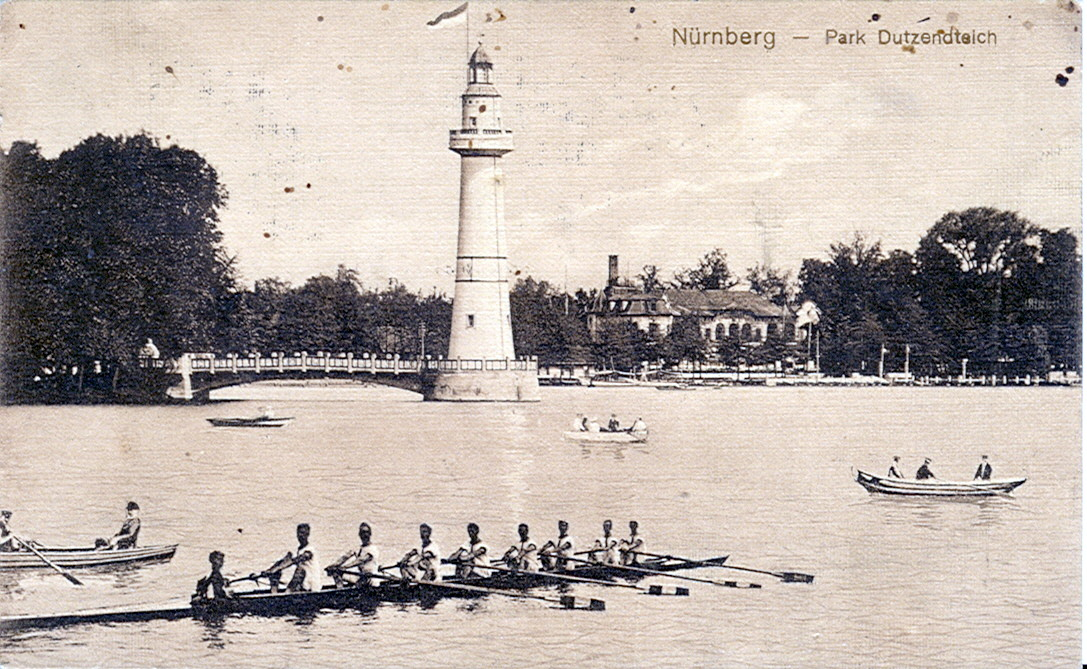
L’étang de Dutzendteich avec son phare (carte postale de 1914).
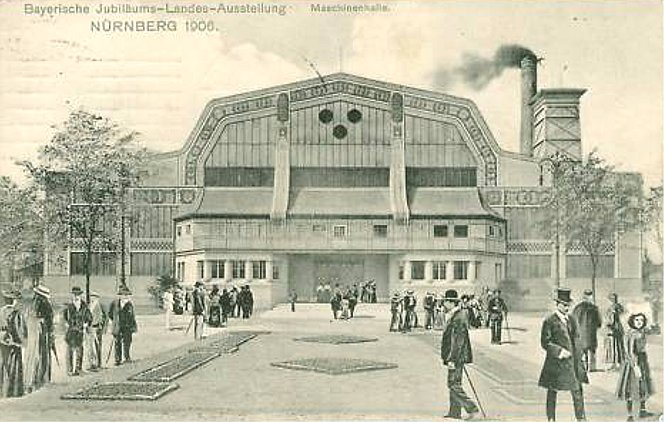
La Luitpoldhalle, qui servit de galerie des machines durant l’exposition bavaroise (carte postale de 1906).
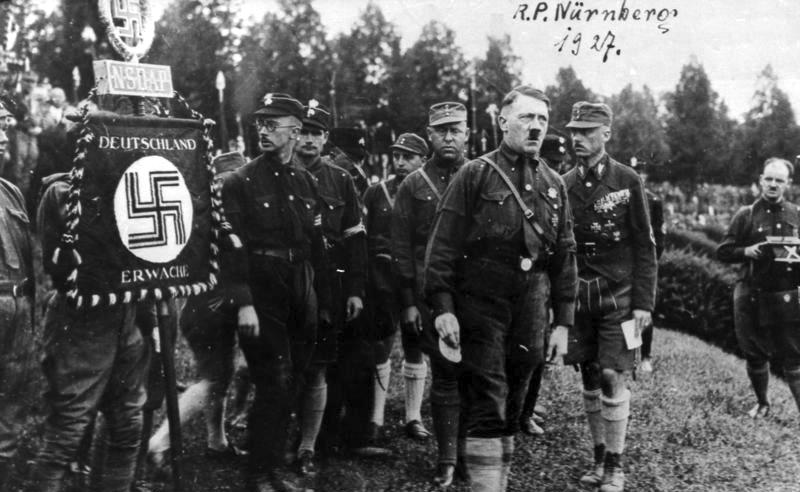
Hitler au rassemblement du parti, en 1927.

## Constructions du Reichsparteitagsgelände

### Luitpoldarena
À partir de 1933, la promenade du Luitpoldhain (littéralement : « bosquet Luitpold ») fut remplacée par une zone de déploiement strictement structurée, d'une superficie de 84 000 m2, que l'on appela Luitpoldarena. Tribune et hall d'honneur furent alors reliés par un large chemin en granite.
La Luitpoldarena accueillait les rassemblements de la SA et les SS : 150 000 personnes pouvaient y être rassemblées.
L’Ehrenhalle (« Halle d'Honneur ») était essentiellement consacrée à la commémoration des morts du putsch de la Brasserie, à Munich, en 1923. La principale « relique » était ici le Blutfahne (« drapeau de sang »), qui aurait été ramenée du putsch par les insurgés, portant le sang de l'un d'entre eux. Lors de la Blutfahnenweihe (« consécration du drapeau de sang »), les nouveaux drapeaux des unités de la SA et de la SS étaient « consacrés » par le toucher avec la Blutfahne.

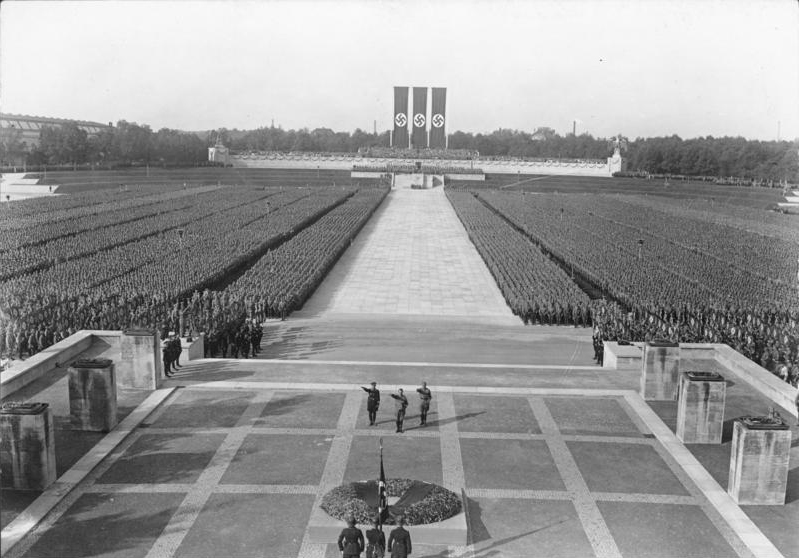
Appel des SA et des SS dans la Luitpoldarena en 1934, avec Hitler, Himmler et Lutze.
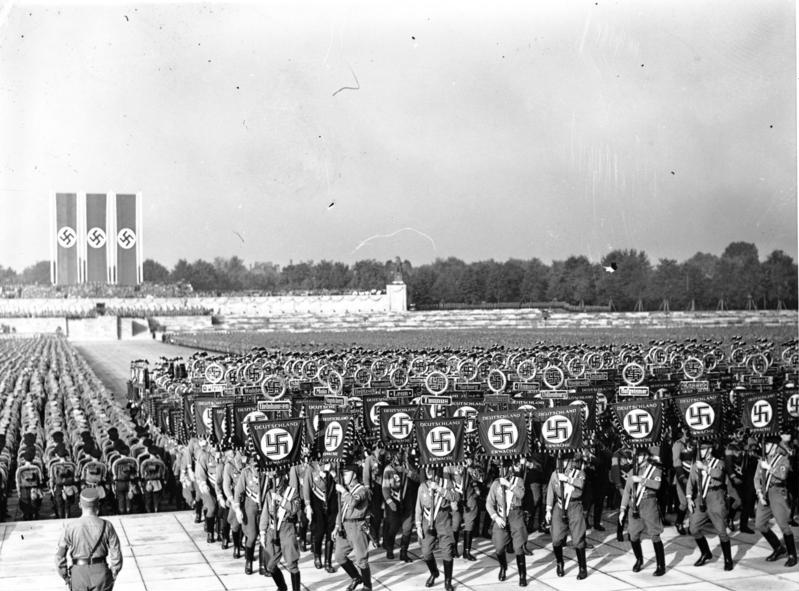
La Luitpoldarena lors du congrès de 1938.
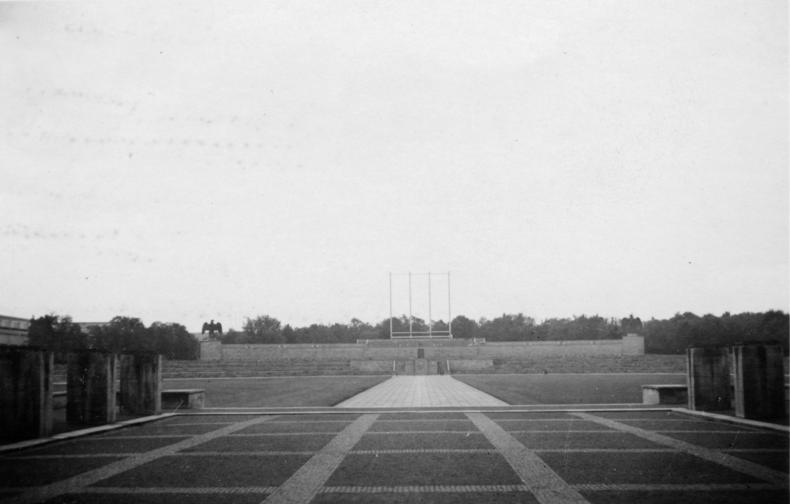
La Luitpoldarena en 1942.
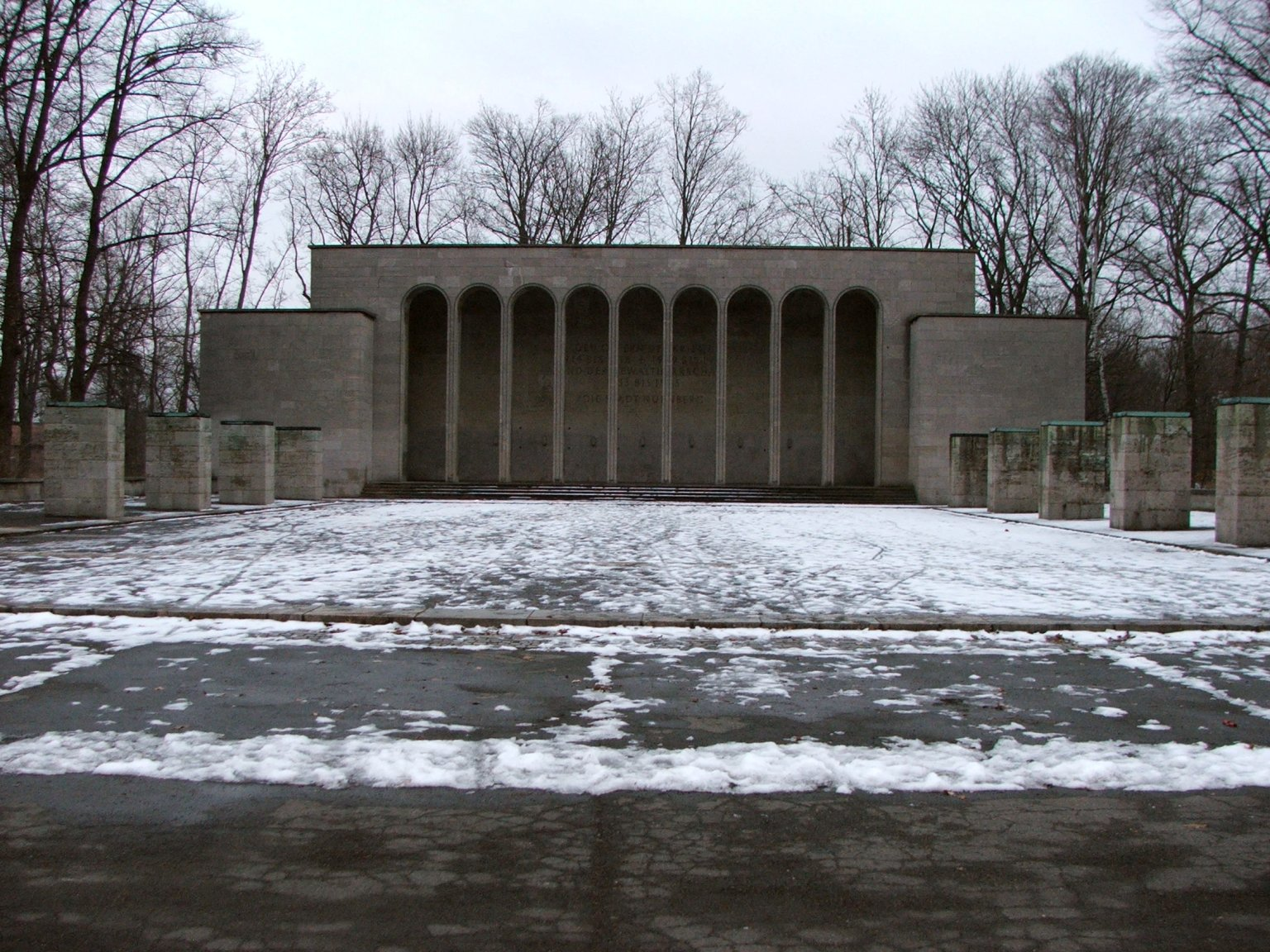
La Halle d'honneur de la Luitpoldarena.

### Luitpoldhalle
La Luitpoldhalle, construite en 1906 sur un plan de 180 m sur 50 m, pouvait recevoir jusqu'à 16 000 personnes. Les congrès du congrès du parti s'y tenaient. La façade fut modifiée dans un style monumental.

### Kongresshalle
Conçue par les architectes Ludwig Ruff (de) et son fils Franz (en), la Kongresshalle est le plus grand bâtiment monumental d'architecture national-socialiste encore conservé, inscrit dans le cadre de la protection du patrimoine culturel. Elle était le centre des congrès de la NSDAP, avec une capacité de 50 000 places. La première pierre est posée en 1935, mais la guerre stoppera les travaux et le bâtiment est donc resté inachevé, sans toiture.
Il se présente sous la forme d'un vaste théâtre romain avec un plan en U et deux bâtiments de tête. Le tout a un diamètre de 250 m et une hauteur de 39 m (70 m avaient été prévus), principalement en briques, avec une façade de granite. La façade extérieure est inspirée directement de celle du Colisée de Rome.
Depuis 2000, le Dokumentationszentrum Reichsparteitagsgelände (« centre de documentation du Reichsparteitagsgelände »), installé dans l'aile nord, présente une exposition permanente intitulée Faszination und Gewalt (« Fascination et violence »). Le Prix des droits de l'Homme de Nuremberg y est décerné tous les deux ans. Dans la partie sud du bâtiment, on trouve le siège de l'Orchestre symphonique de Nuremberg, une nouvelle salle de concert de 515 places, ainsi que le Serenadenhof, une cour intérieure dédiée aux concerts en plein air.

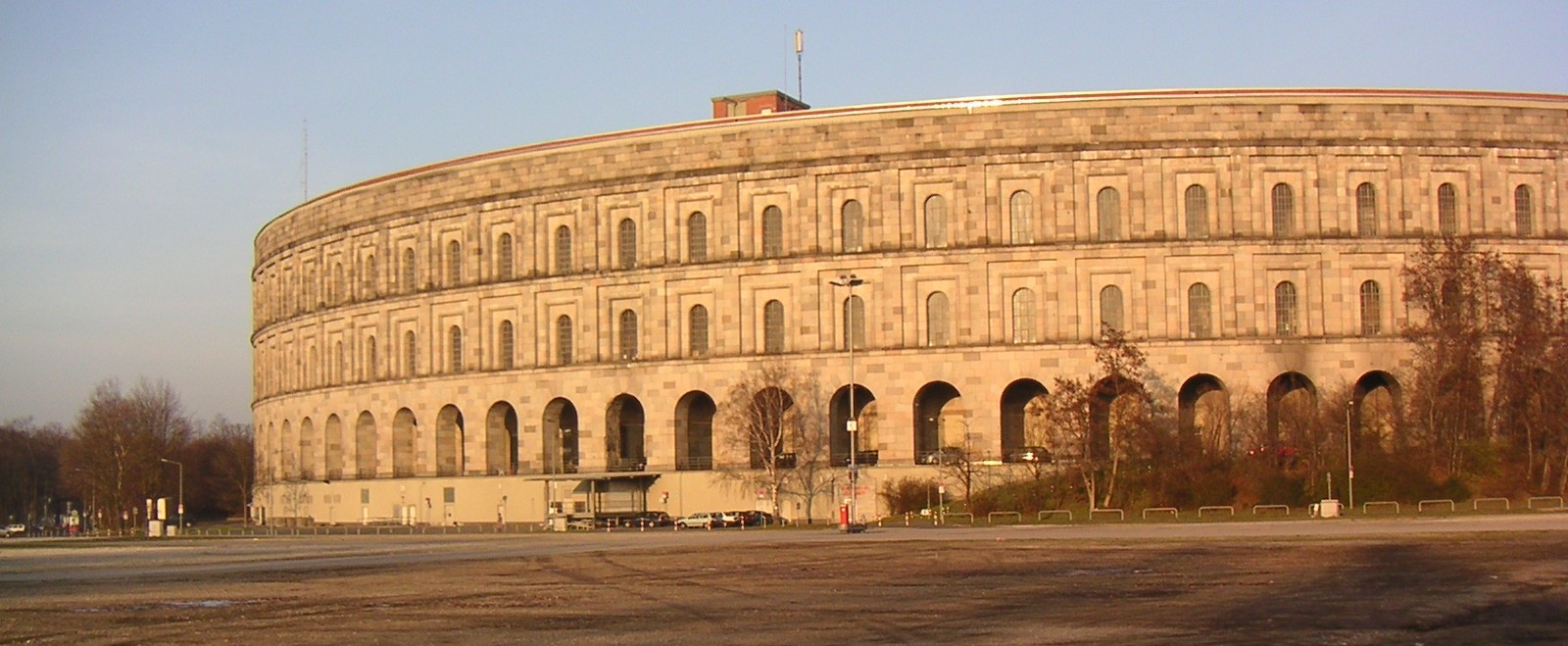
La Kongresshalle en décembre 2004.
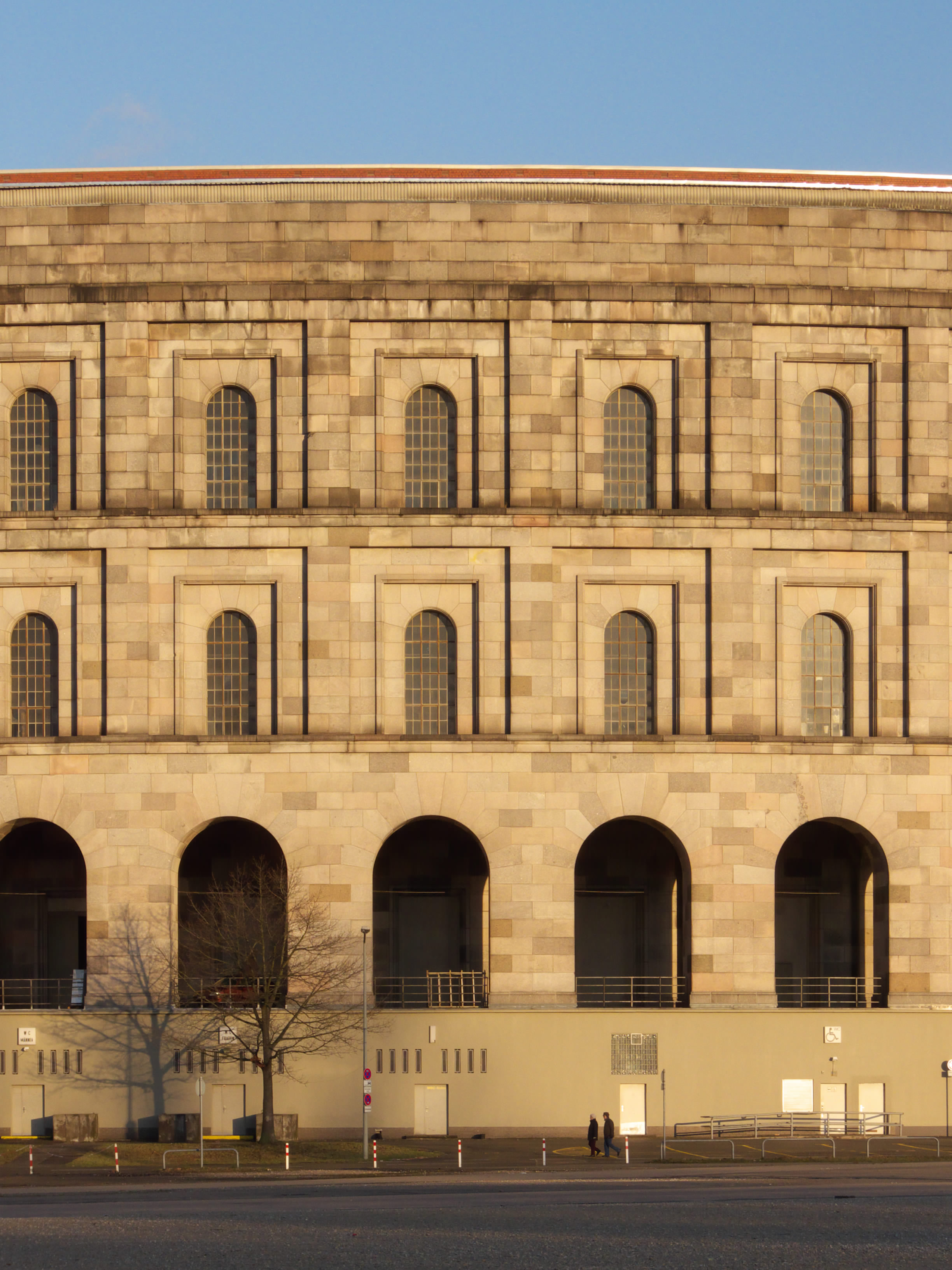
Détail de la façade de la Kongresshalle.
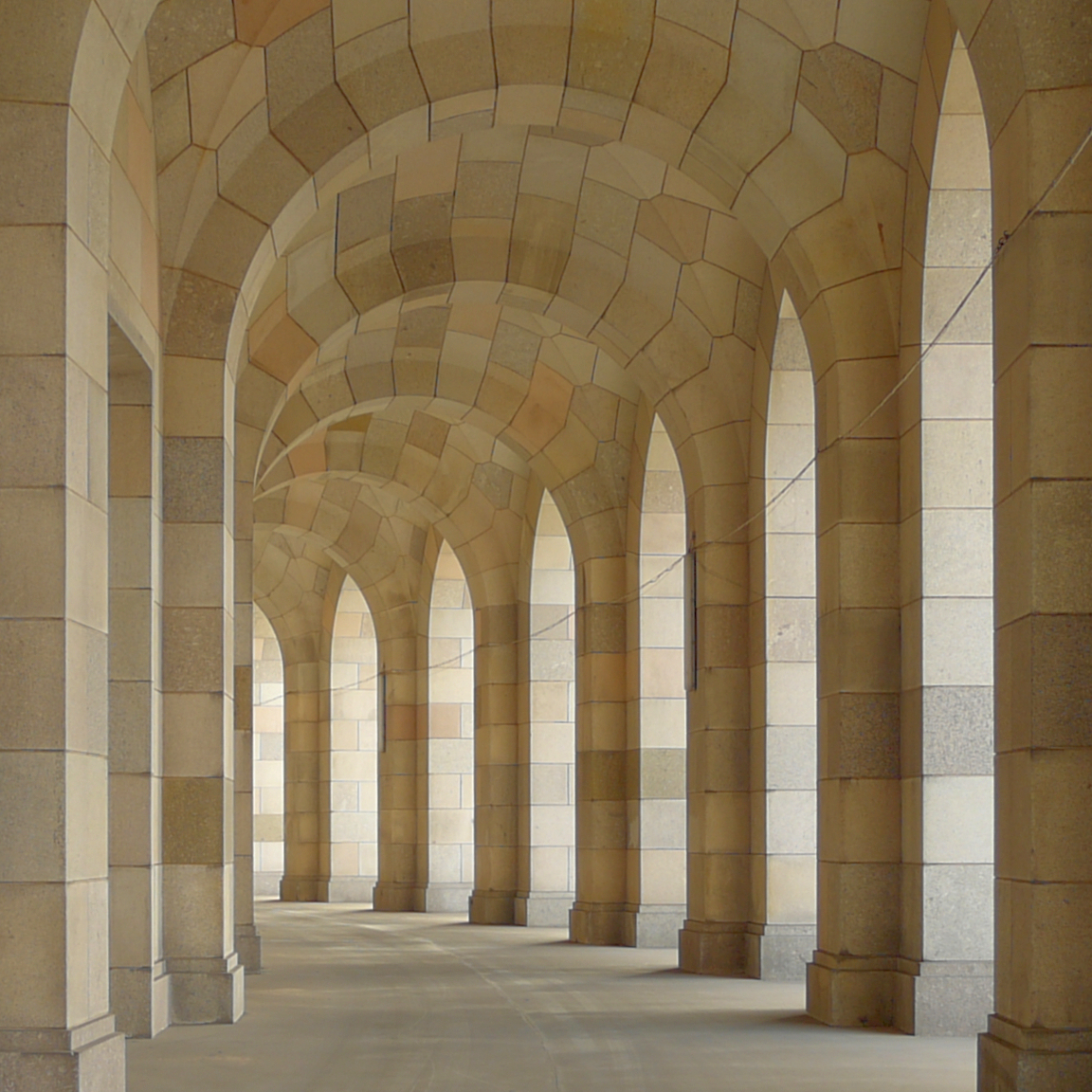
Kongresshalle : les arcades.
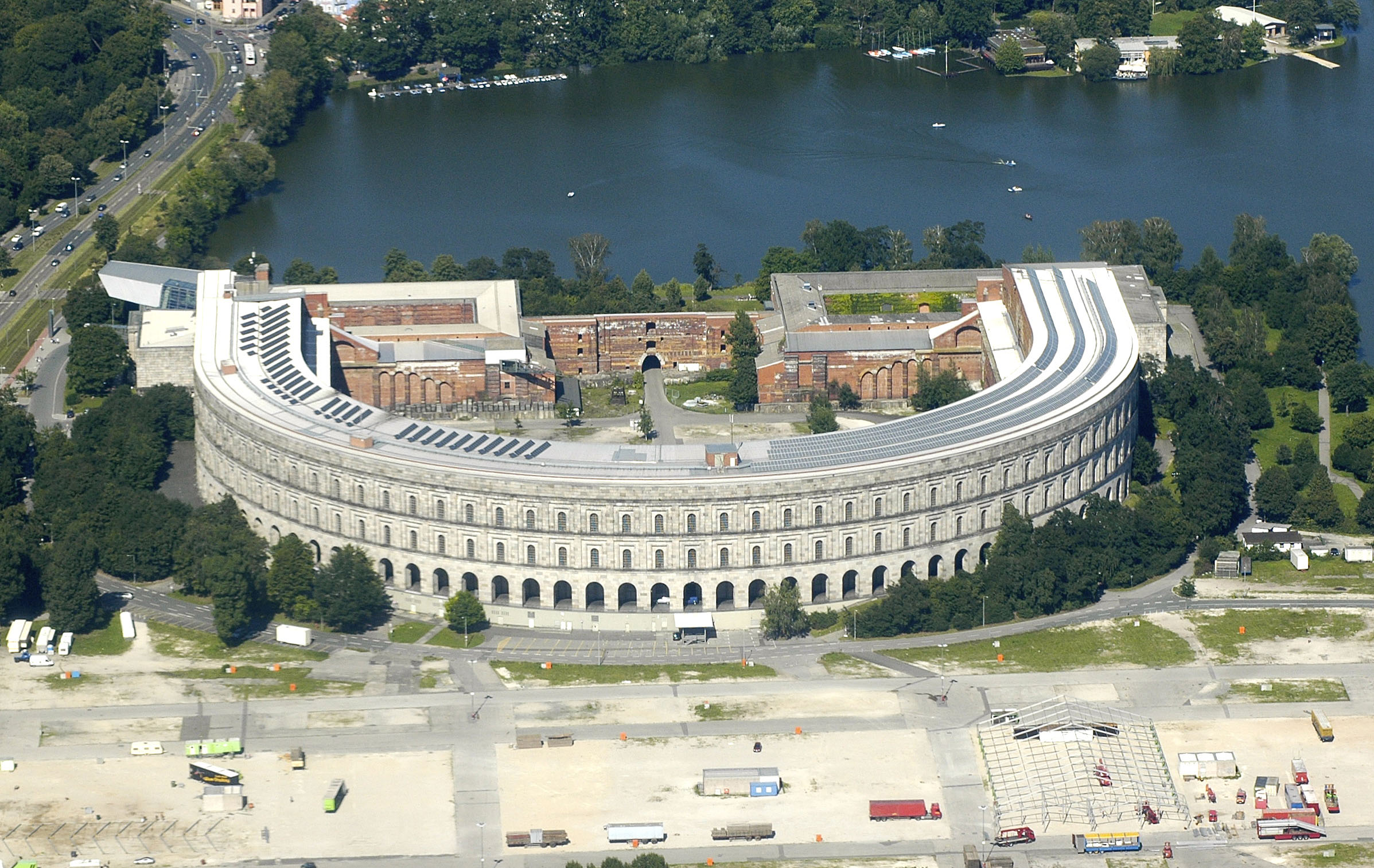
La Kongresshalle en juillet 2009.
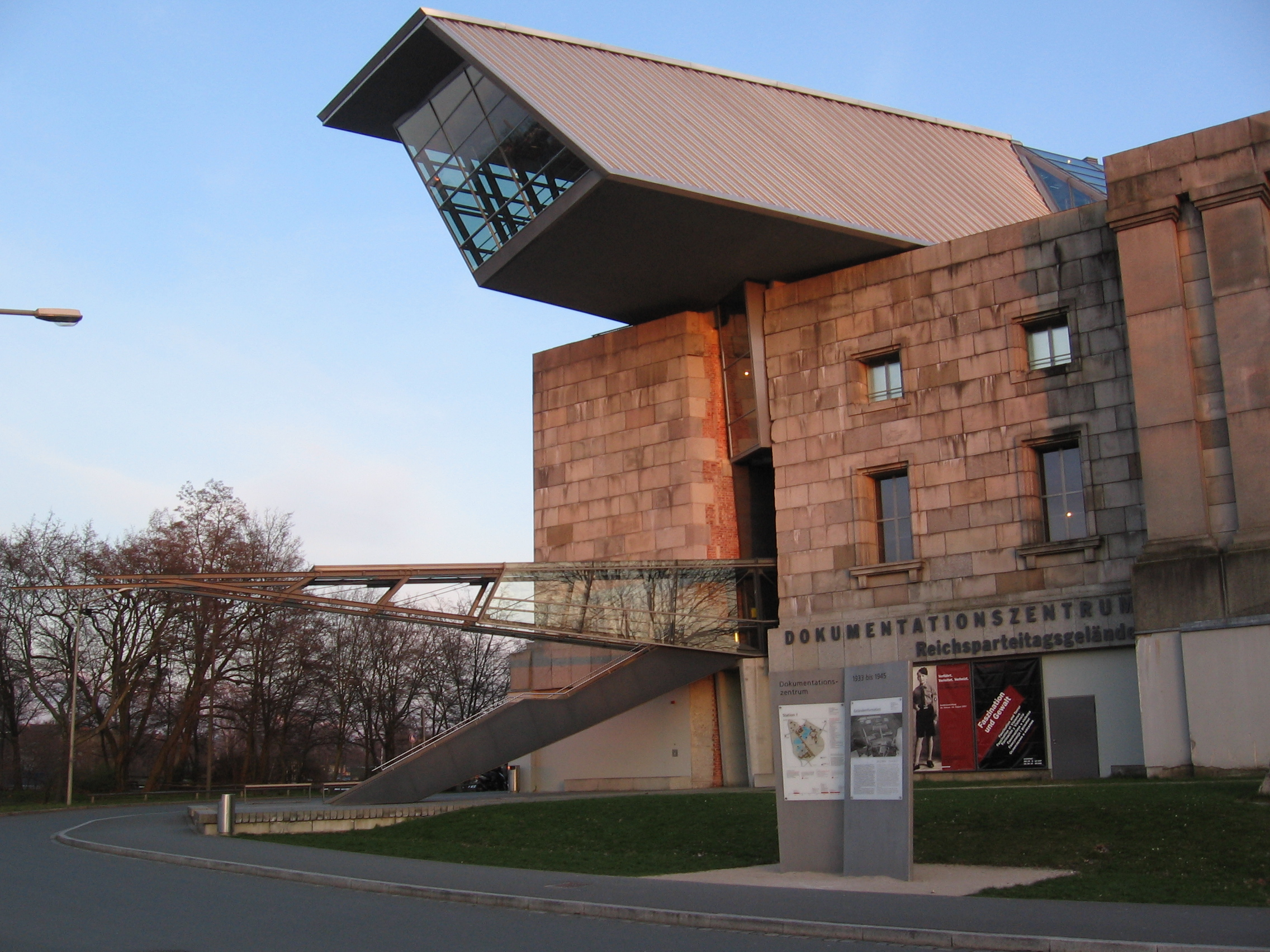
Le centre de documentation.
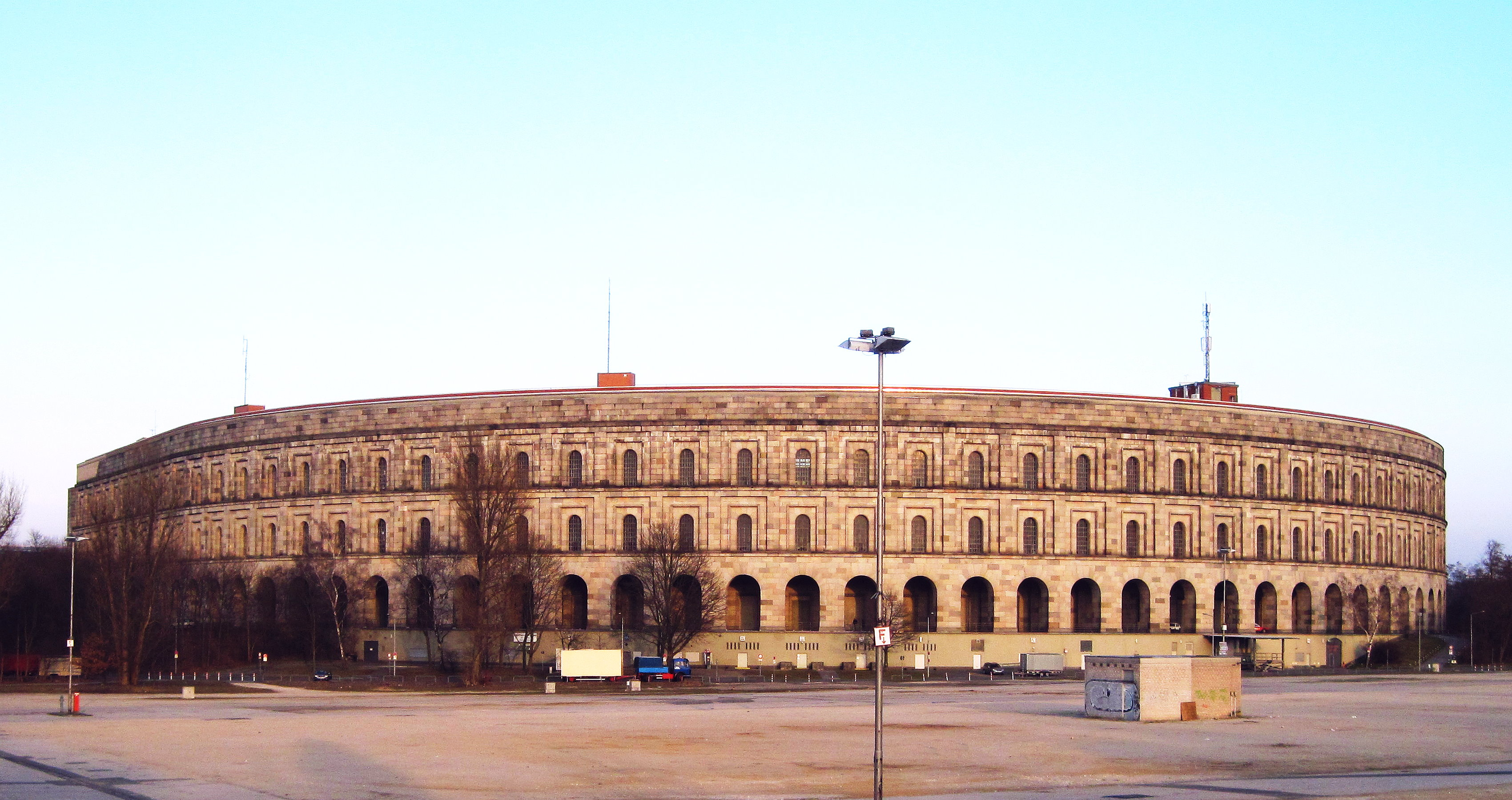
Panorama de la Kongresshalle (2011)

### Große Straße
La Große Straße (« Grande Rue ») mesure près de deux kilomètres de long (dont 1,5 km furent achevés) et 40 m de large. Elle part du palais des Congrès pour atteindre le Märzfeld. La chaussée en béton est recouverte de dalles de granite noir et gris de 1,2 m de côté.
La Große Straße était destinée à être l'axe central du site, afin d'être utilisée pour les parades militaires ou paramilitaires. Néanmoins, les travaux de construction ayant été suspendus en 1939, avec le début de la Seconde Guerre mondiale, elle ne servit jamais pour les parades : le dernier rassemblement eut lieu en 1938. Après la guerre, la chaussée a été utilisée à titre temporaire comme terrain d'aviation par l’armée de l’air américaine. Aujourd'hui, elle sert de zone de stationnement lors des foires-expositions de Nuremberg.

### Zeppelinfeld
Situé à l'est de la Große Straße, le Zeppelinfeld (« Champ Zeppelin ») peut accueillir jusqu'à 320 000 personnes, dont 70 000 spectateurs dans les tribunes séparées entre elles par 34 piliers, sur lesquels étaient disposés des drapeaux.
La tribune principale (la Zeppelinhaupttribüne) d'une longueur de 390 m et d'une hauteur de 24 m, l'une des premières constructions d'Albert Speer pour le parti national-socialiste, était inspirée du grand autel de Pergame. Elle était surmontée d'une croix gammée sculptée en pierre, dont le dynamitage par l'armée américaine, le 25 avril 1945, a été immortalisé par une séquence filmée devenue l'un des symboles les plus représentatifs de la chute du national-socialisme.
Sur le Zeppelinfeld avait lieu chaque année une fête organisée pour le corps des petits et moyens fonctionnaires du parti, appelés les administrateurs. Comme ces derniers ne défilaient pas aussi bien que les SA ou le service du travail, Albert Speer proposa de les faire défiler dans l'obscurité : lors d'une cérémonie nocturne, des milliers d’étendards des groupes locaux d'Allemagne seraient rassemblés derrière les murs de l'esplanade qui les cacheraient de leur hauteur, jusqu'au moment où, à un commandement, les porteurs d'étendards, divisés en dix colonnes, avanceraient dans les dix travées formées par les administrateurs venus s'aligner sur le terre-plein ; alors 130 projecteurs de défense antiaérienne éclaireraient les étendards et les aigles qui les surmontaient.
Le résultat dépassa les espérances de Speer : les 130 projecteurs, placés à 12 m les uns des autres, illuminèrent le ciel de leurs faisceaux qui se fondaient à une hauteur de 6 à 8 km en une vaste nappe lumineuse. Albert Speer considéra cette « cathédrale de lumière » comme sa plus belle création spatio-architecturale.
Dans les années 1970, les portiques et piliers latéraux ont été démolis pour des raisons de sécurité, après de nombreuses années de négligence dans l'entretien. Le reste du lieu, resté intact, est aujourd'hui utilisé par le Norisring. De 1947 à 1995, la Nurnberg American High School l'utilisa comme terrain de football américain et de football.

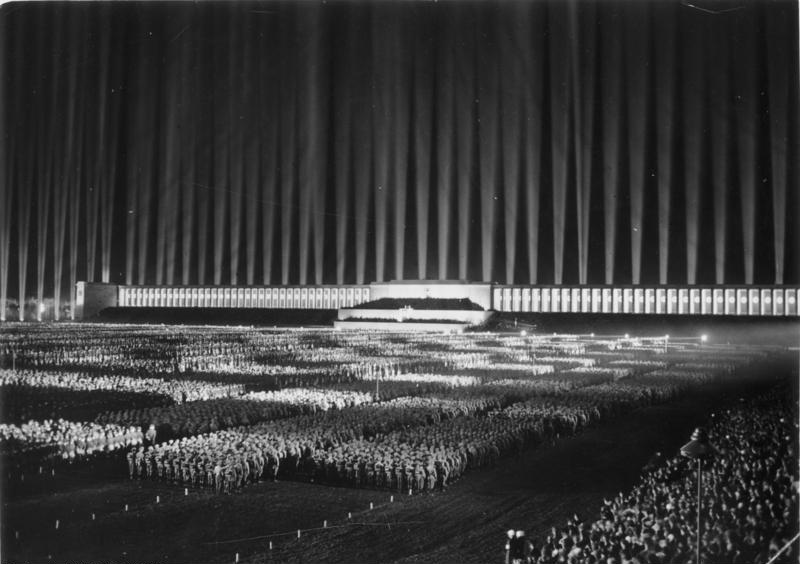
Le Zeppelinfiel éclairé la nuit, lors du congrès de 1936.
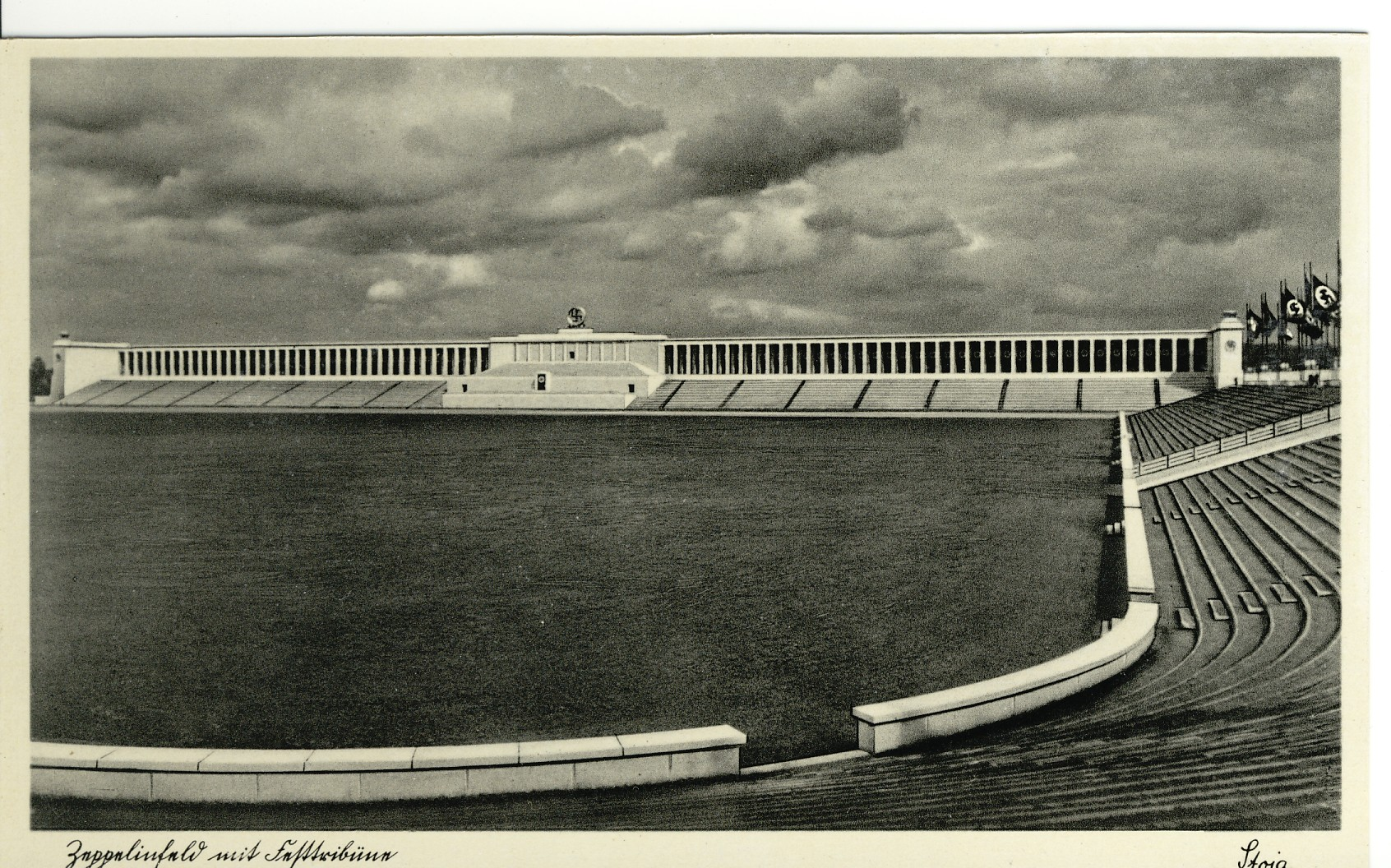
Le Zeppelinfiel vers 1938.
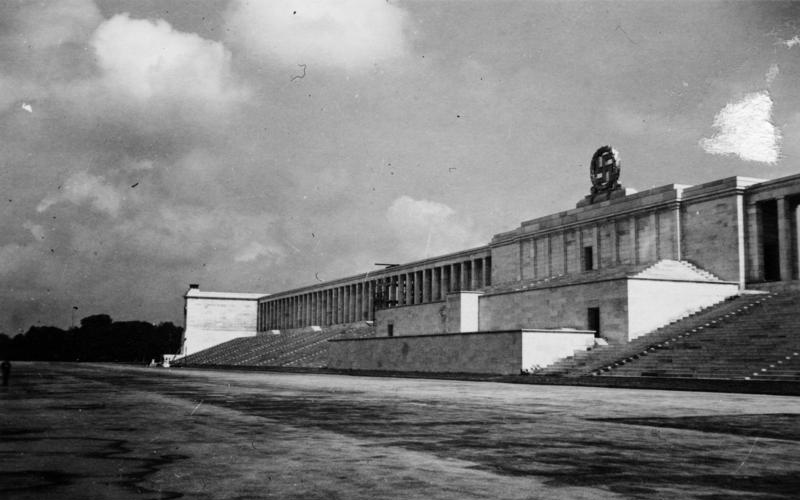
Le Zeppelinfeld en 1942.
Dynamitage de la croix gammée de la tribune principale par l'armée américaine, le 25 avril 1945.
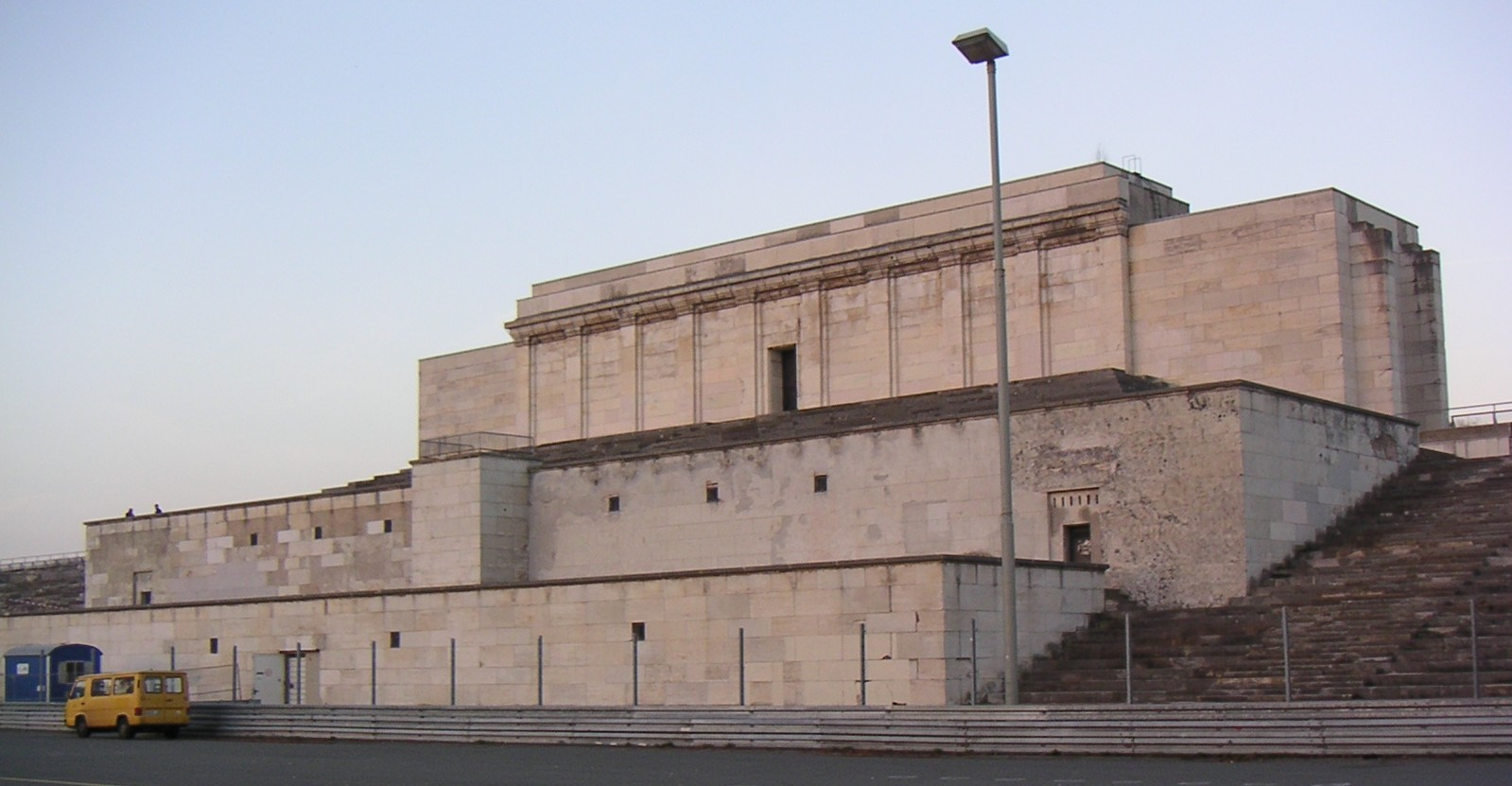
Le Zeppelinfeld : la tribune principale en décembre 2004.
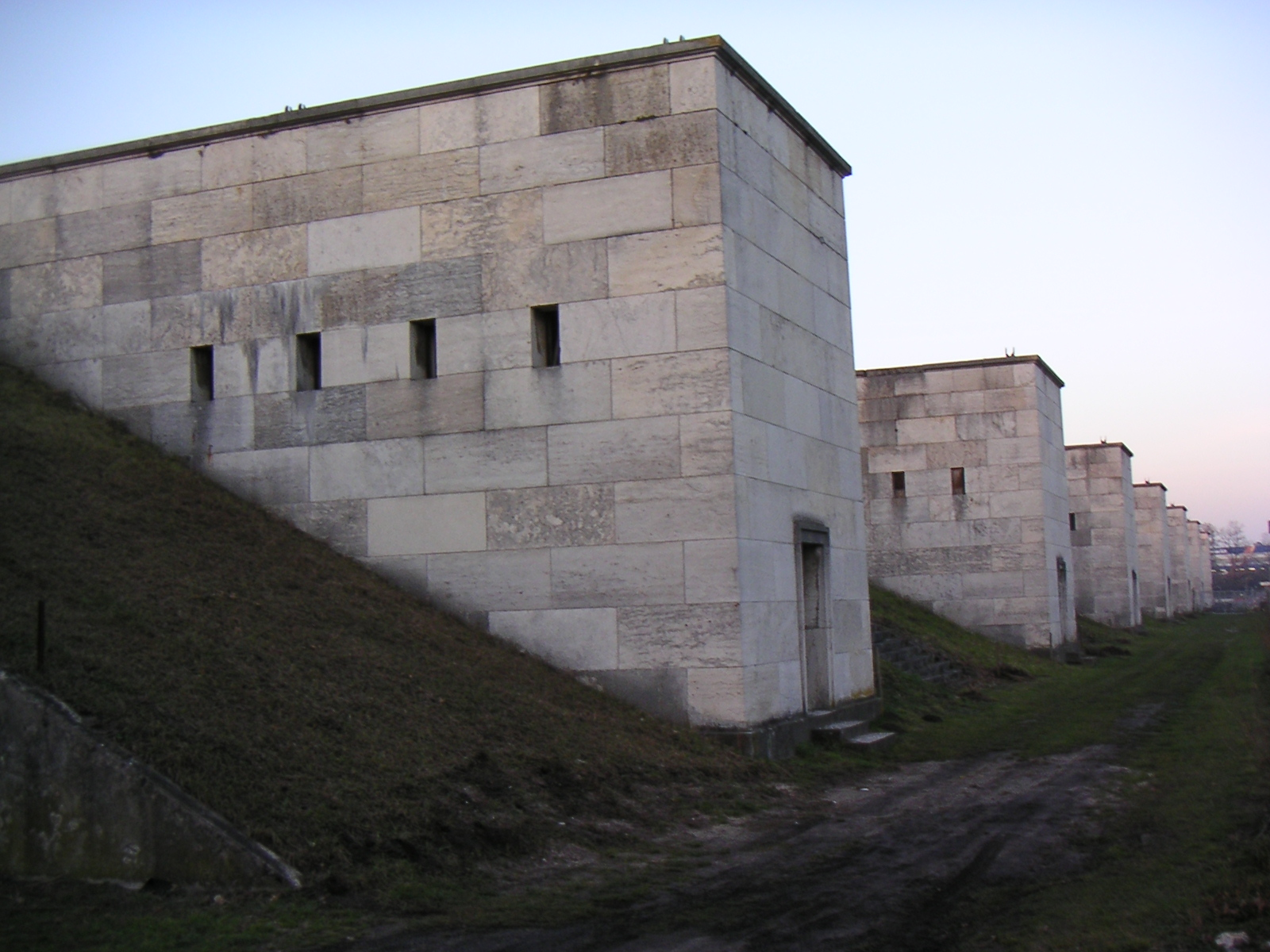
Le Zeppelinfeld en décembre 2004.
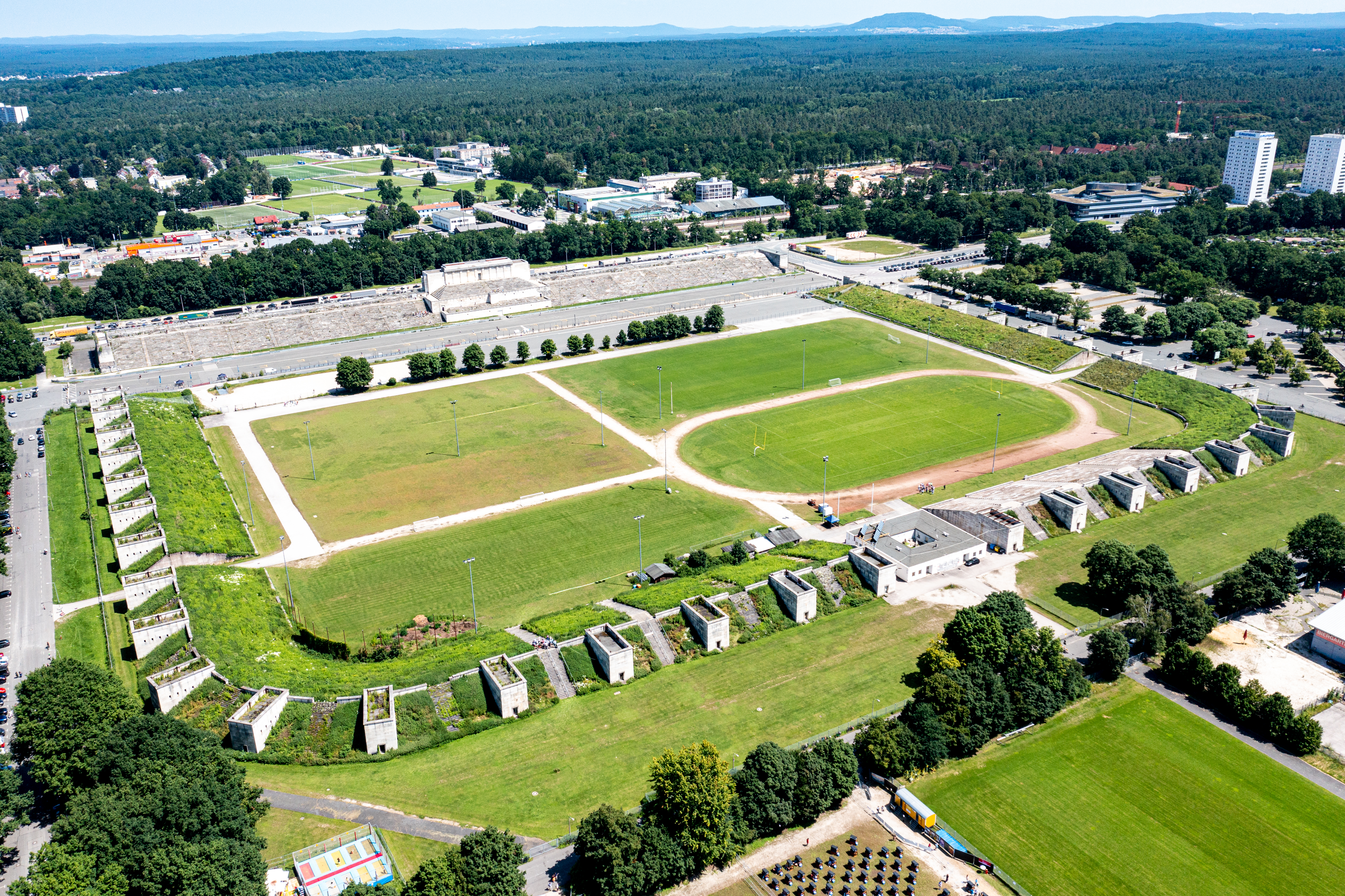
Le Zeppelinfeld en 2021.

### Märzfeld
Le Märzfeld (« Champ de Mars ») devait servir de terrain de représentation pour les rassemblements militaires. Son nom rappelait non seulement le dieu de la guerre mais aussi le mois au cours duquel Hitler avait rétabli le service militaire. Dans son ouvrage Au cœur du Troisième Reich, Albert Speer décrit les caractéristiques de ce Champ de Mars :
- une aire de 1 050 m de long sur 7 000 de large était réservée aux démonstrations de la Wehrmacht, qui devait s'y livrer à des exercices, c'est-à-dire des manœuvres de réduction ;
- des tribunes de 14 m de haut entourant toute l'esplanade devaient pouvoir contenir 160 000 spectateurs ;
- 24 tours de plus de 40 m de haut devaient rythmer ces tribunes au milieu desquelles, faisant saillie, se trouvait une tribune d'honneur, couronnée d'une statue de femme[c].

Son aménagement, commencé en 1938, ne fut jamais achevé. Après la guerre, les installations ont été démolies. Aujourd'hui, le site accueille des logements.

### Deutsches Stadion
Dans son ouvrage, Au cœur du Troisième Reich, Albert Speer décrit les principales caractéristiques du Deutsches Stadion :
- pour le dessin du bâtiment, Speer s'inspira du stade panathénaïque d'Athènes dont il reprit la forme en fer à cheval ;
- le stade aurait fait 550 m de long sur 460 m de large et avec une hauteur d'enceinte de 100 m aurait inscrit dans construction un volume de 8 500 000 m3, soit le triple de celui de la pyramide Khéops ;
- le stade était prévu pour accueillir 400 000 personnes, ce qui permet à Speer de la comparer au Circus Maximus de Rome, qui pouvait en contenir entre 150 000 et 200 000 ;
- la construction du stade avait été chiffrée à un montant compris entre 200 et 250 millions de marks.

Du granite fut commandé, rouge clair pour l'enceinte extérieure et blanc pour les tribunes.
Au printemps de 1937, Hitler confia à Speer qu'après les jeux olympiques de 1940 qui devaient avoir lieu à Tokyo, ils auraient lieu pour toujours en Allemagne dans ce stade.
La construction du stade, commencée en 1938 avec les travaux d'excavation, s'arrêta au début de la guerre, en 1939. Après la guerre, la moitié nord de la fosse fut remplie d'eau et forme aujourd'hui le Silbersee, c'est-à-dire « le lac d'argent », tandis que la moitié sud a été utilisée pour le dépôt des débris dus à la destruction du centre-ville de Nuremberg.

### Franken-Stadion
Construit entre 1926 et 1928 d'après les plans de l'architecte Otto Ernst Schweizer (de), avec une capacité de 37 000 spectateurs, il reçoit un prix en 1928 dans le cadre des Jeux olympiques d'Amsterdam pour la qualité de son architecture. Il est utilisé à partir de 1933 par les nationaux-socialistes pour faire défiler les jeunesses hitlériennes.
À partir de 1945, le stade est utilisé par les soldats américains comme terrain de sport, et des travaux portent, dans les années soixante, sa capacité à 56 500 spectateurs. L'équipe de football de Nuremberg, le 1.FC Nuremberg, y joue de nouveau à partir de 1963.